# Кјобика (Бриндизи)
Кјобика (итал. Chiobbica) је насеље у Италији у округу Бриндизи, региону Апулија.
Према процени из 2011. у насељу је живело 103 становника. Насеље се налази на надморској висини од 257 м.